# Чемпионат СССР по хоккею с мячом 1979/1980
32-й чемпионат СССР по хоккею с мячом проходил с 22 ноября 1979 года по 14 марта 1980 года.
В высшей лиге играли 14 команд. Сыграно 182 матча, в них забито 1444 мяча.
Чемпионом СССР впервые стала команда «Енисей» (Красноярск).

## Высшая лига
| М  | Команда                            | 1         | 2       | 3       | 4        | 5        | 6        | 7        | 8        | 9        | 10       | 11      | 12        | 13       | 14       | В  | Н | П  | Мячи             | О  |
| -- | ---------------------------------- | --------- | ------- | ------- | -------- | -------- | -------- | -------- | -------- | -------- | -------- | ------- | --------- | -------- | -------- | -- | - | -- | ---------------- | -- |
| 1  | «Енисей» (Красноярск)              |           | 4:1 2:2 | 4:2 3:4 | 6:4 5:3  | 6:4 5:5  | 5:2 5:4  | 11:7 1:2 | 4:2 3:4  | 7:3 9:3  | 12:4 7:3 | 8:1 1:1 | 11:2 12:2 | 9:1 14:6 | 4:2 10:4 | 20 | 3 | 3  | 168 — 78 = + 90  | 43 |
| 2  | «Старт» (Горький)                  | 2:2 1:4   |         | 4:1 1:3 | 4:2 4:9  | 6:1 2:5  | 6:5 4:3  | 6:3 6:5  | 3:1 2:1  | 5:3 4:2  | 3:2 3:5  | 8:1 7:5 | 6:0 5:5   | 7:1 3:0  | 5:3 4:3  | 19 | 2 | 5  | 111 — 75 = + 36  | 40 |
| 3  | «Зоркий» (Красногорск)             | 4:3 2:4   | 3:1 1:4 |         | 9:6 1:4  | 3:5 4:4  | 2:4 5:4  | 5:4 7:4  | 5:1 5:0  | 4:1 1:2  | 3:1 4:1  | 3:0 5:3 | 6:6 3:2   | 4:0 8:3  | 5:0 6:1  | 18 | 2 | 6  | 108 — 68 = + 40  | 38 |
| 4  | «Динамо» (Алма-Ата)                | 3:5 4:6   | 9:4 2:4 | 4:1 6:9 |          | 12:4 4:9 | 12:2 5:7 | 9:7 1:5  | 6:2 3:4  | 10:5 3:1 | 8:2 5:6  | 4:3 3:3 | 9:5 6:0   | 9:4 2:3  | 8:4 7:2  | 15 | 1 | 10 | 154 — 107 = + 47 | 31 |
| 5  | СКА (Свердловск)                   | 5:5 4:6   | 5:2 1:6 | 4:4 5:3 | 9:4 4:12 |          | 1:3 4:7  | 5:7 5:5  | 1:1 2:8  | 7:0 1:6  | 6:4 3:1  | 6:4 4:2 | 13:4 4:5  | 8:3 3:3  | 9:2 2:0  | 12 | 5 | 9  | 121 — 107 = + 14 | 29 |
| 6  | «Динамо» (Москва)                  | 4:5 2:5   | 3:4 5:6 | 4:5 4:2 | 7:5 2:12 | 7:4 3:1  |          | 6:6 2:4  | 3:1 2:3  | 5:5 1:4  | 8:5 4:2  | 2:2 0:1 | 9:2 8:3   | 4:8 7:2  | 10:7 4:3 | 12 | 3 | 11 | 116 — 107 = + 9  | 27 |
| 7  | СКА (Хабаровск)                    | 2:1 7:11  | 5:6 3:6 | 4:7 4:5 | 5:1 7:9  | 5:5 7:5  | 4:2 6:6  |          | 4:5 2:2  | 7:5 5:2  | 6:1 1:2  | 2:1 1:2 | 6:2 4:4   | 16:4 2:3 | 4:2 2:3  | 11 | 4 | 11 | 121 — 102 = + 19 | 26 |
| 8  | «Вымпел» (Калининград Моск. обл.)  | 4:3 2:4   | 1:2 1:3 | 0:5 1:5 | 4:3 2:6  | 8:2 1:1  | 3:2 1:3  | 2:2 5:4  |          | 11:1 2:7 | 8:2 2:4  | 1:1 2:3 | 7:4 3:5   | 4:1 2:7  | 8:2 3:1  | 11 | 3 | 12 | 88 — 83 = + 5    | 25 |
| 9  | «Уральский трубник» (Первоуральск) | 3:9 3:7   | 2:4 3:5 | 2:1 1:4 | 1:3 5:10 | 6:1 0:7  | 4:1 5:5  | 2:5 5:7  | 7:2 1:11 |          | 7:3 0:1  | 7:2 0:4 | 7:1 5:6   | 2:1 3:2  | 5:3 6:2  | 11 | 1 | 14 | 92 — 107 = — 15  | 23 |
| 10 | «Волга» (Ульяновск)                | 3:7 4:12  | 5:3 2:3 | 1:4 1:3 | 6:5 2:8  | 1:3 4:6  | 2:4 5:8  | 2:1 1:6  | 4:2 2:8  | 1:0 3:7  |          | 2:3 6:3 | 5:2 1:1   | 4:1 4:2  | 6:1 5:2  | 11 | 1 | 14 | 82 — 105 = — 23  | 23 |
| 11 | «Сибсельмаш» (Новосибирск)         | 1:1 1:8   | 5:7 1:8 | 3:5 0:3 | 3:3 3:4  | 2:4 4:6  | 1:0 2:2  | 2:1 1:2  | 3:2 1:1  | 4:0 2:7  | 3:6 3:2  |         | 2:1 2:6   | 8:3 1:2  | 3:3 2:3  | 7  | 5 | 14 | 63 — 90 = — 27   | 19 |
| 12 | «Кузбасс» (Кемерово)               | 2:12 2:11 | 5:5 0:6 | 2:3 6:6 | 0:6 5:9  | 5:4 4:13 | 3:8 2:9  | 4:4 2:6  | 5:3 4:7  | 6:5 1:7  | 1:1 2:5  | 6:2 1:2 |           | 4:1 2:6  | 6:0 4:3  | 7  | 4 | 15 | 84 — 144 = — 60  | 18 |
| 13 | «Водник» (Архангельск)             | 6:14 1:9  | 0:3 1:7 | 3:8 0:4 | 3:2 4:9  | 3:3 3:8  | 2:7 8:4  | 3:2 4:16 | 7:2 1:4  | 2:3 1:2  | 2:4 1:4  | 2:1 3:8 | 6:2 1:4   |          | 7:1 3:2  | 8  | 1 | 17 | 77 — 133 = — 56  | 17 |
| 14 | «Локомотив» (Иркутск)              | 4:10 2:4  | 3:4 3:5 | 1:6 0:5 | 2:7 4:8  | 0:2 2:9  | 3:4 7:10 | 3:2 2:4  | 1:3 2:8  | 2:6 3:5  | 2:5 1:6  | 3:2 3:3 | 3:4 0:6   | 2:3 1:7  |          | 2  | 1 | 23 | 59 — 138 = — 79  | 5  |

- В верхних строках таблицы приведены результаты домашних матчей, а в нижних-результаты игр на выезде.
- Переходные матчи: «Водник» (Архангельск) − «Североникель» (Мончегорск) 6:5 − 2:7.По положению о соревнованиях при равенстве очков преимущество получала команда высшей лиги. Высшую лигу покинул «Локомотив» (Иркутск). «Водник» (Архангельск) отстоял право играть в высшей лиге.

## Итоговая таблица чемпионата
| Команда                               | И  | В  | Н | П  | М       | О  |
| ------------------------------------- | -- | -- | - | -- | ------- | -- |
| 1. «Енисей» (Красноярск)              | 26 | 20 | 3 | 3  | 168:78  | 43 |
| 2. «Старт» (Горький)                  | 26 | 19 | 2 | 5  | 111:75  | 40 |
| 3. «Зоркий» (Красногорск)             | 26 | 18 | 2 | 6  | 108:68  | 38 |
| 4. «Динамо» (Алма-Ата)                | 26 | 15 | 1 | 10 | 154:107 | 31 |
| 5. СКА (Свердловск)                   | 26 | 12 | 5 | 9  | 121:107 | 29 |
| 6. «Динамо» (Москва)                  | 26 | 12 | 3 | 11 | 116:107 | 27 |
| 7. СКА (Хабаровск)                    | 26 | 11 | 4 | 11 | 121:102 | 26 |
| 8. «Вымпел» (Калининград Моск. обл.)  | 26 | 11 | 3 | 12 | 88:83   | 25 |
| 9. «Уральский трубник» (Первоуральск) | 26 | 11 | 1 | 14 | 92:107  | 23 |
| 10. «Волга» (Ульяновск)               | 26 | 11 | 1 | 14 | 82:105  | 23 |
| 11. «Сибсельмаш» (Новосибирск)        | 26 | 7  | 5 | 14 | 63:90   | 19 |
| 12. «Кузбасс» (Кемерово)              | 26 | 7  | 4 | 15 | 84:144  | 18 |
| 13. «Водник» (Архангельск)            | 26 | 8  | 1 | 17 | 77:133  | 17 |
| 14. «Локомотив» (Иркутск)             | 26 | 2  | 1 | 23 | 59:138  | 5  |

## Составы команд и авторы забитых мячей
1. «Енисей» (Красноярск) (19 игроков): Михаил Лещинский (17), Сергей Шилов (14) — Виталий Савлук (26; 0), Евгений Фирсов (16; 2), Виктор Шакалин (26; 2), Виталий Ануфриенко (26; 31), Геннадий Крюков (12; 0), Юрий Лахонин (20; 2), Василий Першин (26; 3), Юрий Першин (21; 2), Владимир Гредин (18; 6), Юрий Иванов (23; 5), Владимир Куманёв (23; 2), Виктор Ломанов (25; 7), Сергей Ломанов-ст. (24; 67), Андрей Пашкин (24; 39). В составе команды также выступали вратарь Валерий Мемма (2), Андрей Никитченко (7; 0), Виктор Лыков (10; 0).
2. «Старт» (Горький) (19 игроков): Николай Домненков (24), Александр Кадышев (26) — Юрий Гаврилов (20; 1), Валерий Осипов (26; 0), Александр Рычагов (20; 3), Олег Шестеров (11; 0), Сергей Гладких (26; 4), Евгений Горячев (26; 13), Владимир Коровин (26; 14), Сергей Наумов (26; 4), Анатолий Паршин (25; 1), Геннадий Перфильев (26; 0), Сергей Кондрашов (24; 10), Вячеслав Крыгин (26; 22), Владимир Куликов (23; 8), Виктор Пугачёв (25; 13), Владимир Салеев (24; 3), Борис Удодов (26; 11). В составе команды также выступал Алексей Дьяков (6; 4).
3. «Зоркий» (Красногорск) (19 игроков): Андрей Герасимов (9), Александр Теняков (25) — Владимир Баранов (17; 0), Александр Никитин (22; 0), Николай Сазонов (26; 0), Владимир Буренков (24; 0), Александр Григорьев (26; 13), Сергей Лапин (24; 0), Леонид Лобачёв (21; 9), Вячеслав Панёв (18; 1), Николай Соловьёв (26; 0), Валерий Бочков (22; 13), Сергей Гава (20; 6), Михаил Гордеев (18; 3), Олег Грибов (19; 2), Александр Караблин (26; 16), Сергей Майборода (24; 2), Юрий Петров (25; 43). В составе команды также выступал Николай Левашов (2; 0).
4. «Динамо» (Алма-Ата) (18 игроков): Александр Окулов, Владимир Пахомов — Евгений Агуреев (52), Владимир Алексеев, Яков Апельганец (1), Михаил Быков, Вячеслав Горчаков (7), Александр Ионкин (22), Владимир Корытин (35), Александр Лошков, Владимир Набер (1), Александр Осокин (1), Юрий Почкунов, Валерий Привалов (19), Сергей Семёнов (4), Александр Сидоров, Борис Чехлыстов (10), Николай Шмик (2).
5. СКА (Свердловск) (20 игроков): Сергей Карнаухов, Валерий Попков — Александр Артемьев (1), Александр Бабкин, Сергей Бутаков (4), Евгений Великанов (5), Леонид Вострецов (7), Вадим Давыдов, Александр Зверев, Семён Ковальков (2), Валерий Краснов, Александр Криушенков (1), Сергей Пискунов (14), Владислав Самородов, Александр Сивков (53), Анатолий Сорокин, Сергей Титлин (1), Александр Цыганов (5), Александр Шкаев (16), Валерий Эйхвальд (12).
6. «Динамо» (Москва) (18 игроков): Сергей Дрогайкин (6; −15), Геннадий Шишков (26; −92) — Евгений Герасимов (13; 4), Евгений Горбачёв (21; 4), Александр Гуляев (2; 0), Александр Дудин (26; 24), Андрей Ефремов (24; 3), Георгий Канарейкин (25; 30), Анатолий Козлов (23; 4), Сергей Корнеев (26; 8), Юрий Лизавин (23; 12), Виктор Мартынов (25; 0), Андрей Нуждинов (23; 0), Владимир Плавунов (25; 11), Владимир Тарасевич (26; 14). В команде также выступали Сергей Белоусов (5; 0), Александр Машков (6; 1) и Борис Норкин (1; 0). 1 мяч в свои ворота забил Виктор Пугачёв «Старт» (Горький).
7. СКА (Хабаровск) (19 игроков): Сергей Бурдюхов (8), Сергей Лазарев (18), Владимир Огнев (18) — Владимир Башан (19; 20), Сергей Березовский (14; 0), Виктор Булдыгин (24; 16), Александр Волков (26; 3), Анатолий Гладилин (18; 0), Сергей Данилов (25; 4), Владимир Ивашин (7; 0), Виктор Ковалёв (26; 14), Константин Колесов (25; 1), Николай Паздников (22; 10), Александр Першин (21; 10), Сергей Слепов (26; 21), Юрий Тишин (26; 7), Валерий Чухлов (26; 14), Евгений Шестаков (25; 1), Сергей Янина (17; 0).
8. «Вымпел» (Калининград Московской области) (20 игроков): Владимир Болденко, Алексей Кичигин − Сергей Баранников, Михаил Вороцков, И. Головачёв, Владимир Зайцев, Сергей Зимин, Валерий Ильин, Геннадий Любченко (3), Виктор Митрофанов (3), Расик Мухометзянов (2), Юрий Парыгин, Анатолий Попов (35), Валерий Разгоняев (2), Николай Семёнычев (4), Владимир Солдатов (2), Владимир Харлов, Александр Цыганов (4), Валентин Челноков (20), Геннадий Шахманов (13).
9. «Уральский трубник» (Первоуральск) (20 игроков): Геннадий Михайловских, Владимир Чермных − Александр Бревнов (5), Владимир Глушков, Николай Денисов (3), Александр Дубов (1), Евгений Злоказов (1), Юрий Лубов, Сергей Максименко (32), Александр Мальцев (13), Владимир Матвеев, Владимир Мозговой, Юрий Панченко, Алексей Разуваев (1), Дмитрий Репях (7), Анатолий Романов (27), Андрей Рябков, Рафик Тамаев, Евгений Федотов (1), Юрий Черных (1).
10. «Волга» (Ульяновск) (21 игрок): Александр Господчиков (19), Леонард Мухометзянов (16) − Виталий Агуреев (24; 2), Николай Афанасенко (26; 43), Александр Епифанов (11; 0), Александр Ермолаев (25; 5), Евгений Землянов (26; 3), Игорь Князев (20; 0), Владимир Коваль (25; 0), Олег Кочетков (25; 0), Владимир Куров (25; 16), Владимир Леванов (25; 0), Александр Некрасов (24; 1), Владимир Терехов (26; 6), Фёдор Тонеев (20; 0), Ирик Фасхутдинов (26; 5), Раип Фасхутдинов (21; 1). В команде также выступали Юрий Качулимов (1; 0), Сергей Ключников (4; 0), Владимир Кузьмин (3; 0) и Виктор Солдатов (5; 0).
11. «Сибсельмаш» (Новосибирск) (20 игроков): Александр Лапотко, Сергей Макогонов, Виктор Турлаков — Мурадим Адаев (2), Александр Андреев (1), Анатолий Волохин (1), Степан Дудчак, Владимир Ефименко (2), Валерий Желтобрюхов (1), Валерий Журавлёв (5), Александр Корешников (4), Сергей Корешников (27), Александр Ларионов, Александр Майорин (4), Николай Навалихин (2), Владимир Новиков, Александр Простосердов, Сергей Свердлов, Анатолий Спиридонов (5), Виктор Фёдоров (9).
12. «Кузбасс» (Кемерово) (19 игроков): Сергей Ефремов, Виктор Иордан — Владимир Бахаев (9), Сергей Береснев (7), Юрий Голощапов, Владислав Ермолов (5), Сергей Киприянов, Олег Корпалёв (13), Александр Куземчик (1), Геннадий Кушнир (21), Сергей Лихачёв, Владимир Масленников (2), Сергей Мяус (3), Александр Опарин, Валерий Рябченко, Валерий Созинов (1), Николай Усольцев (19), Александр Хрисоненко (3), Валерий Шаповалов.
13. «Водник» (Архангельск) (20 игроков): Сергей Драчев (26), Александр Синицын (18) — Александр Воюшин (23; 4), Александр Коновалов (26; 1), Владимир Лысанов (26; 2), Сергей Некрасов (24; 7), Роберт Овчинников (26; 2), Андрей Панин (20; 14), Виталий Петровский (26; 14), Виктор Плюснин (26; 2), Сергей Попов (26; 11), Вячеслав Серов (26; 16), Алексей Сидоров (24; 1), Александр Скирденко (20; 3). Олег Смирнов (15; 0). В составе команды также выступали Иван Калинин (9; 0), Игорь Крапивин (8; 0), Владимир Микшин (5; 0), Альберт Могунов (8; 0) и Сергей Нехорошков (5; 0).
14. «Локомотив» (Иркутск) (28 игроков): Александр Баборин (21), Леонид Князьков (20) — Всеволод Белый (13; 0), Вячеслав Говорков (13; 7), Анатолий Грязнев (15; 0), Андрей Жигулин (19; 0), Александр Клементьев (23; 5), Виктор Лабун (16; 1), Владимир Петров (19; 2), Леонид Распутин (15; 0), Анатолий Сизов (22; 0), Валерий Тараканов (16; 2), Пётр Трифонов (21; 0), Борис Хандаев (14; 8), Игорь Хандаев (14; 8), Виктор Шаров (26; 22), Михаил Швецов (26; 0). В команде также выступали Александр Баюсов (9; 0), Евгений Данилов (10; 1), Виктор Девятых (10; 0), Владимир Зенков (9; 3), Игорь Иванов (2; 0), Александр Комаровский (2; 0), Виталий Лазицкий (3; 0), Владимир Худорба (8; 0), Алексей Шатилин (1; 0), Александр Шишкин (5; 0) и вратарь Сергей Иванович Лазарев (2).

Лучший бомбардир — Сергей Ломанов-ст., «Енисей» (Красноярск) — 67 мячей.
По итогам сезона определён список 22 лучших игроков.

## Первая группа класса «А»
Соревнования прошли с 24 ноября 1979 по 9 марта 1980 года. На предварительном этапе 23 команды, разбитые на три подгруппы, оспаривали по две путёвки от каждой подгруппы в финальную часть.

### Первая подгруппа
| М | Команда                     | 1                 | 2               | 3                | 4               | 5                | 6               | 7                 | 8                | В  | Н | П  | Мячи             | О  |
| - | --------------------------- | ----------------- | --------------- | ---------------- | --------------- | ---------------- | --------------- | ----------------- | ---------------- | -- | - | -- | ---------------- | -- |
| 1 | «Североникель» (Мончегорск) |                   | 6:4 4:1 4:5 3:3 | 11:3 9:1 8:2 5:5 | 9:0 4:1 1:2 3:0 | 8:1 6:1 4:4 3:3  | 9:1 4:1 5:0 2:2 | 17:2 13:2 5:1 0:2 | 7:3 11:0 3:3 6:6 | 18 | 7 | 3  | 170 — 59 = + 111 | 43 |
| 2 | «Север» (Северодвинск)      | 5:4 3:3 4:6 1:4   |                 | 3:3 4:0 2:3 3:4  | 2:0 7:1 2:2 0:3 | 5:4 7:2 8:1 3:5  | 2:1 5:0 1:1 4:1 | 1:1 1:0 3:1 3:3   | 4:1 6:2 1:5 1:1  | 14 | 7 | 7  | 91 — 62 = + 29   | 35 |
| 3 | «Фили» (Москва)             | 2:8 5:5 3:11 1:9  | 3:2 4:3 3:3 0:4 |                  | 3:3 4:3 3:1 3:4 | 6:2 6:2 4:6 7:3  | 7:5 6:4 1:5 2:2 | 9:5 9:2 2:7 2:2   | 5:1 3:5 2:2 6:3  | 13 | 6 | 11 | 111 — 112 = — 1  | 32 |
| 4 | «Строитель» (Сыктывкар)     | 2:1 0:3 0:9 1:4   | 2:2 3:0 0:2 1:7 | 1:3 4:3 3:3 3:4  |                 | 4:1 3:0 1:2 0:3  | 7:1 2:2 1:1 2:6 | 9:2 5:0 3:1 3:2   | 4:1 2:2 4:3 4:2  | 13 | 5 | 10 | 74 — 70 = + 4    | 31 |
| 5 | «Торпедо» (Сызрань)         | 4:4 3:3 1:8 1:6   | 1:8 5:3 4:5 2:7 | 6:4 3:7 2:6 2:6  | 2:1 3:0 1:4 0:3 |                  | 0:5 2:1 1:3 3:2 | 2:2 3:2 3:3 8:3   | 5:1 1:0* 1:3 1:1 | 10 | 5 | 13 | 70 — 101 = — 31  | 25 |
| 6 | «Красная заря» (Ленинград)  | 0:5 2:2 1:9 1:4   | 1:1 1:4 1:2 0:5 | 5:1 2:2 5:7 4:6  | 1:1 6:2 1:7 2:2 | 3:1 2:3 5:0 1:2  |                 | 5:2 3:5 2:2 1:2   | 4:1 5:2 1:4 2:2  | 7  | 7 | 14 | 67 — 86 = — 19   | 21 |
| 7 | «Труд» (Куйбышев)           | 1:5 2:0 2:17 2:13 | 1:3 3:3 1:1 0:1 | 7:2 2:2 5:9 2:9  | 1:3 2:3 2:9 0:5 | 3:3 3:8 2:2 2:3  | 2:2 2:1 2:5 5:3 |                   | 8:4 5:5 2:4 5:2  | 6  | 7 | 15 | 74 — 127 = — 53  | 19 |
| 8 | «Знамя» (Воткинск)          | 3:3 6:6 3:7 0:11  | 5:1 1:1 1:4 2:6 | 2:2 3:6 1:5 5:3  | 3:4 2:4 1:4 2:2 | 3:1 1:1 1:5 0:1* | 4:1 2:2 1:4 2:5 | 4:2 2:5 4:8 5:5   |                  | 5  | 8 | 15 | 69 — 109 = — 40  | 18 |

1. Таблица составлена по Энциклопедии «Хоккей с мячом», Москва, изд. Новые Технологии, 2009 год; авторы Соснин В. И, Щеглов М. И. и Юрин В. Л. ISBN 978-5-86541025-6.
2. Результат матча «Торпедо» (Сызрань) − «Знамя» (Воткинск), отмеченный *, уточнён по календарю-справочнику «Хоккей с мячом. Высшая лига. 1992—1993 год.», автор-составитель А. Фафурин, гор. Архангельск, Издательско-полиграфическое предприятие «Правда Севера».

### Вторая подгруппа
| М | Команда                      | 1                 | 2                | 3               | 4               | 5                | 6                 | 7               | 8                 | В  | Н | П  | Мячи            | О  |
| - | ---------------------------- | ----------------- | ---------------- | --------------- | --------------- | ---------------- | ----------------- | --------------- | ----------------- | -- | - | -- | --------------- | -- |
| 1 | «Родина» (Киров)             |                   | 3:2 1:5 2:2 4:6  | 6:4 8:4 9:6 1:7 | 5:2 5:1 3:1 3:4 | 9:4 12:2 6:5 0:2 | 10:1 13:3 7:2 4:2 | 6:3 9:2 8:2 5:3 | 14:2 11:0 5:3 4:3 | 22 | 1 | 5  | 173 — 83 = + 90 | 45 |
| 2 | «Маяк» (Краснотурьинск)      | 2:2 6:4 2:3 5:1   |                  | 4:1 0:5 1:3 2:1 | 5:2 1:1 0:1 1:5 | 1:1 10:2 2:3 5:1 | 5:1 4:2 3:2 4:1   | 1:3 1:0 6:4 6:8 | 8:2 8:0 6:3 3:2   | 17 | 3 | 7  | 102 — 64 = + 38 | 37 |
| 3 | «Юность» (Омск)              | 6:9 7:1 4:6 4:8   | 3:1 1:2 1:4 5:0  |                 | 1:0 2:3 7:1 1:3 | 7:5 3:2 6:2 2:4  | 3:2 6:3 1:4 6:5   | 2:0 7:2 3:2 2:6 | 4:0 6:0 2:4 1:0   | 17 | 0 | 11 | 103 — 79 = + 24 | 34 |
| 4 | «Локомотив» (Оренбург)       | 1:3 4:3 2:5 1:5   | 1:0 5:1 2:5 1:1  | 1:7 3:1 0:1 3:2 |                 | 3:0 1:0 1:1 1:2  | 8:1 3:1 1:4 1:1   | 7:0 4:0 1:2 0:3 | 4:1 3:1 1:1 4:3   | 14 | 4 | 10 | 67 — 55 = + 12  | 32 |
| 5 | «Уралхиммаш» (Свердловск)    | 5:6 2:0 4:9 2:12  | 3:2 1:5 1:1 2:10 | 2:6 4:2 5:7 2:3 | 1:1 2:1 0:3 0:1 |                  | 4:0 4:2 1:4 1:3   | 6:5 9:1 2:4 1:1 | 4:1 7:1 3:4 4:5   | 10 | 3 | 15 | 82 — 100 = — 18 | 23 |
| 6 | «Хромпик» (Первоуральск)     | 2:7 2:4 1:10 3:13 | 2:3 1:4 1:5 2:4  | 4:1 5:6 2:3 3:6 | 4:1 1:1 1:8 1:3 | 4:1 3:1 0:4 2:4  |                   | 3:3 5:1 2:8 3:2 | 9:1 3:1 3:2 2:6   | 9  | 2 | 17 | 74 — 113 = — 39 | 20 |
| 7 | «Геолог» (Уральск)           | 2:8 3:5 3:6 2:9   | 4:6 8:6 3:1 0:1  | 2:3 6:2 0:2 2:7 | 2:1 3:0 0:7 0:4 | 4:2 1:1 5:6 1:9  | 8:2 2:3 3:3 1:5   |                 | 2:3 4:0 2:4 2:3   | 8  | 2 | 18 | 75 — 109 = — 34 | 18 |
| 8 | «Никельщик» (Верхний Уфалей) | 3:5 3:4 2:14 0:11 | 3:6 2:3 2:8 0:8  | 4:2 0:1 0:4 0:6 | 1:1 3:4 1:4 1:3 | 4:3 5:4 1:4 1:7  | 2:3 6:2 1:9 1:3   | 4:2 3:2 3:2 0:4 |                   | 7  | 1 | 20 | 56 — 129 = — 73 | 15 |

### Третья подгруппа
| М | Команда                        | 1               | 2                | 3                 | 4                | 5                 | 6                | 7               | В  | Н | П  | Мячи            | О  |
| - | ------------------------------ | --------------- | ---------------- | ----------------- | ---------------- | ----------------- | ---------------- | --------------- | -- | - | -- | --------------- | -- |
| 1 | «Нефтяник» (Хабаровск)         |                 | 6:3 2:2 2:3 5:2  | 5:2 8:4 6:6 8:7   | 2:0 8:2 7:5 3:5  | 1:2 5:4 7:3 1:3   | 8:0 8:1 5:0 9:1  | 9:3 9:5 5:2 8:5 | 18 | 2 | 4  | 137 — 70 = + 67 | 38 |
| 2 | «Дальсельмаш» (Биробиджан)     | 3:2 2:5 3:6 2:2 |                  | 4:1 3:1 3:1 4:1   | 7:4 11:1 6:3 2:4 | 6:2 9:4 3:5 9:3   | 7:1 2:1 3:2 10:3 | 5:2 8:1 4:2 5:5 | 18 | 2 | 4  | 121 — 62 = + 59 | 38 |
| 3 | «Смена» (Комсомольск-на-Амуре) | 6:6 7:8 2:5 4:8 | 1:3 1:4 1:4 1:3  |                   | 9:3 14:1 2:6 3:5 | 6:2 7:3 3:5* 4:5* | 8:0 9:0 6:4 0:1  | 9:1 4:3 5:4 6:1 | 11 | 1 | 13 | 118 — 85 = + 33 | 23 |
| 4 | «Аргунь» (Краснокаменск)       | 5:7 5:3 0:2 2:8 | 3:6 4:2 4:7 1:11 | 6:2 5:3 3:9 1:14  |                  | 4:3 7:4 3:2 3:5   | 3:2 6:3 1:5 6:3  | 3:3 6:5 2:4 3:5 | 11 | 1 | 12 | 86 — 118 = — 32 | 23 |
| 5 | «Локомотив» (Магдагачи)        | 3:7 3:1 2:1 4:5 | 5:3 3:9 2:6 4:9  | 5:3* 5:4* 2:6 3:7 | 2:3 5:3 3:4 4:7  |                   | 3:3 3:2 3:4 3:3  | 0:3 2:2 4:8 3:8 | 7  | 3 | 14 | 76 — 111 = — 35 | 17 |
| 6 | «Локомотив» (Уссурийск)        | 0:5 1:9 0:8 1:8 | 2:3 3:10 1:7 1:2 | 4:6 1:0 0:8 0:9   | 5:1 3:6 2:3 3:6  | 4:3 3:3 3:3 2:3   |                  | 3:2 5:1 4:3 2:1 | 7  | 2 | 15 | 53 — 110 = — 57 | 16 |
| 7 | «Энергия» (Зея)                | 2:5 5:8 3:9 5:9 | 2:4 5:5 2:5 1:8  | 4:5 1:6 1:9 3:4   | 4:2 5:3 3:3 5:6  | 8:4 8:3 3:0 2:2   | 3:4 1:2 2:3 1:5  |                 | 5  | 3 | 16 | 79 — 114 = — 35 | 13 |

- Таблица составлена по Энциклопедии «Хоккей с мячом», Москва, изд. Новые Технологии, 2009 год; авторы Соснин В. И, Щеглов М. И. и Юрин В. Л. ISBN 978-5-86541025-6. Результат матчей «Локомотив» (Магдагачи) − «Смена» (Комсомольск-на-Амуре), отмеченные *, уточнены (в Энциклопедии «Хоккей с мячом» они даны в зеркальном отображении).

### Финал
Прошёл в Кирове.
| М | Команда                     | 1    | 2    | 3   | 4    | 5    | 6    | В | Н | П | Мячи           | О |
| - | --------------------------- | ---- | ---- | --- | ---- | ---- | ---- | - | - | - | -------------- | - |
| 1 | «Родина» (Киров)            |      | 3:3  | 6:4 | 5:0  | 7:1  | 10:2 | 4 | 1 | 0 | 31 — 10 = + 21 | 9 |
| 2 | «Североникель» (Мончегорск) | 3:3  |      | 5:1 | 6:4  | 6:1  | 10:4 | 4 | 1 | 0 | 30 — 13 = + 17 | 9 |
| 3 | «Маяк» (Краснотурьинск)     | 4:6  | 1:5  |     | 5:1  | 8:3  | 7:4  | 3 | 0 | 2 | 25 — 19 = + 6  | 6 |
| 4 | «Север» (Северодвинск)      | 0:5  | 4:6  | 1:5 |      | 6:3  | 15:2 | 2 | 0 | 3 | 26 — 21 = + 5  | 4 |
| 5 | «Нефтяник» (Хабаровск)      | 1:7  | 1:6  | 3:8 | 3:6  |      | 11:3 | 1 | 0 | 4 | 19 — 30 = — 11 | 2 |
| 6 | «Дальсельмаш» (Биробиджан)  | 2:10 | 4:10 | 4:7 | 2:15 | 3:11 |      | 0 | 0 | 5 | 15 — 53 = — 38 | 1 |

- Дополнительный матч за выход в высшую лигу: «Родина» (Киров) − «Североникель» (Мончегорск) 5:3.
- «Родина» (Киров) (19 игроков): В. Зяблицев (34) — Ю. Бушуев (13), Г. Михеев (11), В. Кузьмин (34; 10), В. Куимов (34; 3), Ю. Марущак (34; 8), Г. Патрушев (34; 57), Г. Хлебников (34; 7), В. Перевозчиков (32; 4), В. Пунгин (31; 15), С. Кислицын (30; 12), В. Куковякин (28; 31), Ф. Никитин (28; 8), С. Агалаков (25; 5), В. Стариков (24; 45), С. Перевозчиков (22; 4), А. Раков (13; 0), О. Филимонов (3; 0), А. Белозёров (1). Главный тренер А. А. Казаковцев.

Право выступать в высшей лиге завоевала «Родина» (Киров). «Североникель» (Мончегорск) получил право сыграть в переходных играх.

## Вторая группа класса «А»
Соревнования прошли с 8 декабря 1979 по 1 марта 1980 года. На предварительном этапе 31 команда, разбитые на шесть групп, определили победителей. В 5 и 6 группах команды играли в 4 круга с разъездами, в остальных − в один круг в одном городе. В финальном турнире участвовали победители групп, которые определили победителя второй группы класса «А» и обладателя путёвки в первую группу.
- Первая зона. (Усть-Илимск), Иркутская область. Победитель «Строитель» (Усть-Илимск), Иркутская область.
- Вторая зона. (Барнаул). Победитель «Старт» (Нижний Тагил).
- Третья зона. (Юрюзань), Челябинская область. Победитель «Вымпел» (Юрюзань).
- Четвёртая зона. (Мурманск). Победитель «Лесопильщик» (Архангельск).
- Пятая зона. Победитель «Нейтрон» (Димитровград).
- Шестая зона. Победитель «Урожай» (Балахна).

### Финальный турнир второй группы класса «А»
Заключительный этап соревнований состоялся в Усть-Илимске.
| М | Команда                     | 1    | 2   | 3    | 4    | 5   | 6    | В | Н | П | Мячи           | О |
| - | --------------------------- | ---- | --- | ---- | ---- | --- | ---- | - | - | - | -------------- | - |
| 1 | «Строитель» (Усть-Илимск)   |      | 1:0 | 3:3  | 7:0  | 4:0 | 13:0 | 4 | 1 | 0 | 28 — 3 + 25    | 9 |
| 2 | «Нейтрон» (Димитровград)    | 0:1  |     | 5:2  | 7:4  | +:- | 6:4  | 4 | 0 | 1 | 18 — 11 = + 7  | 8 |
| 3 | «Лесопильщик» (Архангельск) | 3:3  | 2:5 |      | 10:3 | 4:2 | 11:4 | 3 | 1 | 1 | 30 — 17 = + 13 | 7 |
| 4 | «Урожай» (Балахна)          | 0:7  | 4:7 | 3:10 |      | 3:2 | 2:0  | 2 | 0 | 3 | 12 — 26 = — 14 | 4 |
| 5 | «Старт» (Нижний Тагил)      | 0:4  | -:+ | 2:4  | 2:3  |     | 5:4  | 1 | 0 | 4 | 9 — 15 = — 6   | 2 |
| 6 | «Вымпел» (Юрюзань)          | 0:13 | 4:6 | 4:11 | 0:2  | 4:5 |      | 0 | 0 | 5 | 12 — 37 = — 25 | 0 |

- «Строитель» (Усть-Илимск): А. Шестаков, Б. Пеганов — А. Алешков, А. Горшков (1), Н. Ертанов, И. Кобцев, В. Колесников (5), А. Комаровский (10), Ю. Рудых, Б. Сушков (1), В. Ташкинов, В. Терехов, В. Худорба (3), А. Чернышов (4), В. Верхозин (1), А. Никитин. Главный тренер — В. Г. Куров. В скобках − мячи, забитые в финале.

- Право выступать в первой группе класса «А» завоевал «Строитель» (Усть-Илимск), однако впоследствии эта команда отказалась от повышения в классе. Решением Федерации хоккея с мячом РСФСР право играть в первой лиге было предоставлено не участвовавшему в финале «Кировцу» (Уфа).